# Peter MacNeill
Peter MacNeill (Nuovo Brunswick, ...) è un attore canadese interprete di numerosi film e serie televisive.

## Biografia
MacNeill è noto al pubblico canadese per le sue interpretazioni ne Il giardino dei ricordi, film anglo-canadese del 1997 per il quale ha vinto il Genie Award come “migliore attore non protagonista”, in Geraldine's Fortune, film canadese del 2004, nei film per la CBC Lives of Girls and Women del 1994 e Giant Mine del 1996, nella commedia canadese The Events Leading Up to My Death del 1991, in Dog Park del 1998, nell'horror Something Beneath del 2007, in A History of Violence di David Cronenberg del 2005 e in tutti i sette film della serie di The Good Witch.
Ha inoltre ricoperto numerosi ruoli di successo in serie televisive, tra cui il poliziotto Carl Horvath nelle stagioni 2-5 di Queer as Folk, il sergente Callahan di Poliziotto a 4 zampe, il direttore di rete Warren Donohue in L'undicesima ora, Ray Donahue in PSI Factor, Ken Fitzpatrick in Call Me Fitz e George O'Hanrahan nella serie TV di Good Witch. Ha inoltre prestato la sua voce al personaggio di Jord Dusat in Droids Adventures.

## Filmografia parziale

### Cinema
- Why Rock the Boat? (1974)
- Una Magnum Special per Tony Saitta, regia di Alberto De Martino (1976)
- Maledetto sortilegio (Cathy's Curse), regia di Eddy Marton (1977)
- Faccia di rame (Renegades), regia di Jack Sholder (1989)
- The Events Leading Up to My Death (1991)
- Crash, regia di David Cronenberg (1996)
- Il giardino dei ricordi (The Hanging Garden), regia di Thom Fitzgreald (1997)
- Resurrection, regia di Russell Mulcahy (1999)
- Terra di confine - Open Range, regia di Kevin Costner (2003)
- Geraldine's Fortune, regia di John N. Smith (2004)
- A History of Violence, regia di David Cronenberg (2005)
- Il segreto di Claire (The Marash), regia di Jordan Baker (2006)
- Something Beneath (2007)
- Il mio amico Nanuk (The Journey Home), regia di Roger Spottiswoode e Brando Quilici (2014)
- Regression, regia di Alejandro Amenábar (2015)
- Life in a Year, regia di Mitja Okorn (2020)
- La fiera delle illusioni - Nightmare Alley (Nightmare Alley), regia di Guillermo del Toro (2021)

### Televisione
- Kings and Desperate Men (1981)
- Backstretch (1983)
- Droids Adventures (Star Wars: Droids) – serie TV, 10 episodi (1985)
- Capitan Power (Captain Power and the Soldiers of the Future) – serie TV, 22 episodi (1987-1898)
- Poliziotto a 4 zampe (Katts and Dog) – serie TV, 44 episodi (1988-1989)
- Lives of Girls and Women – film TV (1994)
- Giant Mine – film TV (1996)
- PSI Factor – serie TV, 28 episodi (1996-1999)
- L'undicesima ora (The Eleventh Hour) - serie TV, 39 episodi (2002-2005)
- Kojak – serie TV, 1 episodio (2005)
- Above and Beyond – miniserie TV, 2 puntate (2006)
- The Summit (2008)
- Céline – film TV (2008)
- The Good Witch – Un amore di strega, regia di Craig Pryce – film TV (2008)
- The Good Witch's Garden – film TV (2009)
- The Good Witch's Gift – film TV (2010)
- Weird or What? (2010-2012)
- Call Me Fitz – serie TV, 48 episodi (2010-2013)
- 12 volte Natale (12 Dates of Christmas), regia di James Hayman – film TV (2011)
- XIII – serie TV, 2 episodi (2011)
- Haven – serie TV, 2 episodi (2011-2015)
- The Good Witch's Family, regia di Craig Pryce – film TV (2011)
- The Good Witch's Charm – film TV (2012)
- The Good Witch's Destiny, regia di Craig Pryce – film TV (2013)
- The Good Witch's Wonder – film TV (2014)
- Amore a sorpresa (My Secret Valentine), regia di Bradley Walsh - film TV (2018)

## Doppiatori italiani
Nelle versioni in italiano delle opere in cui ha recitato, Peter MacNeill è stato doppiato da:
- Bruno Alessandro in Crash, L'undicesima ora, Regression
- Gianni Giuliano in The Good Witch, Good Witch
- Sergio Di Stefano in Capitan Power
- Alessandro Rossi in Faccia di rame
- Emilio Cappuccio in In nome dell'onore
- Dario Penne in Resurrection
- Pietro Ubaldi in Terra di confine - Open Range
- Renato Mori in A History of Violence
- Manlio De Angelis in Il segreto di Claire
- Michele Gammino in Call Me Fitz
- Antonio Paiola in 12 volte Natale
- Giorgio Locuratolo in Cracked
- Stefano De Sando ne Il mio amico Nanuk
- Stefano Oppedisano in Northern Rescue
- Franco Zucca in Titans
- Carlo Valli in Transplant
- Toni Garrani ne La fiera delle illusioni - Nightmare Alley